# Fuchsia harlingii
Fuchsia harlingii är en dunörtsväxtart som beskrevs av Philip Alexander Munz. Fuchsia harlingii ingår i släktet fuchsior, och familjen dunörtsväxter. Inga underarter finns listade i Catalogue of Life.